# Gornja Vrbica
Gornja Vrbica es un pueblo ubicado en el municipio de Berane, en Montenegro.

## Demografía
Hasta 2011 la población era de 801 habitantes, conformada por 197 hogares y 323 viviendas.
| 745                                                              | 800 | 830 | 850 | 996 | 972 | 536 | 801 |
| (Fuente: Population statistics of Eastern Europe & former USSR.) |     |     |     |     |     |     |     |

| Etnicidad                                           | Número | Porcentaje |
| --------------------------------------------------- | ------ | ---------- |
| Bosnios                                             | 475    | 88,61 %    |
| Musulmanes                                          | 48     | 8,95 %     |
| Montenegrinos                                       | 4      | 0,74 %     |
| Serbios                                             | 1      | 0,18 %     |
| Otros                                               | 8      | 1,49 %     |
| Fuente: Republic of Montenegro. Statistical Office. |        |            |